# Al-Bastakiyya
Koordinaten: 25° 16′ N, 55° 18′ O

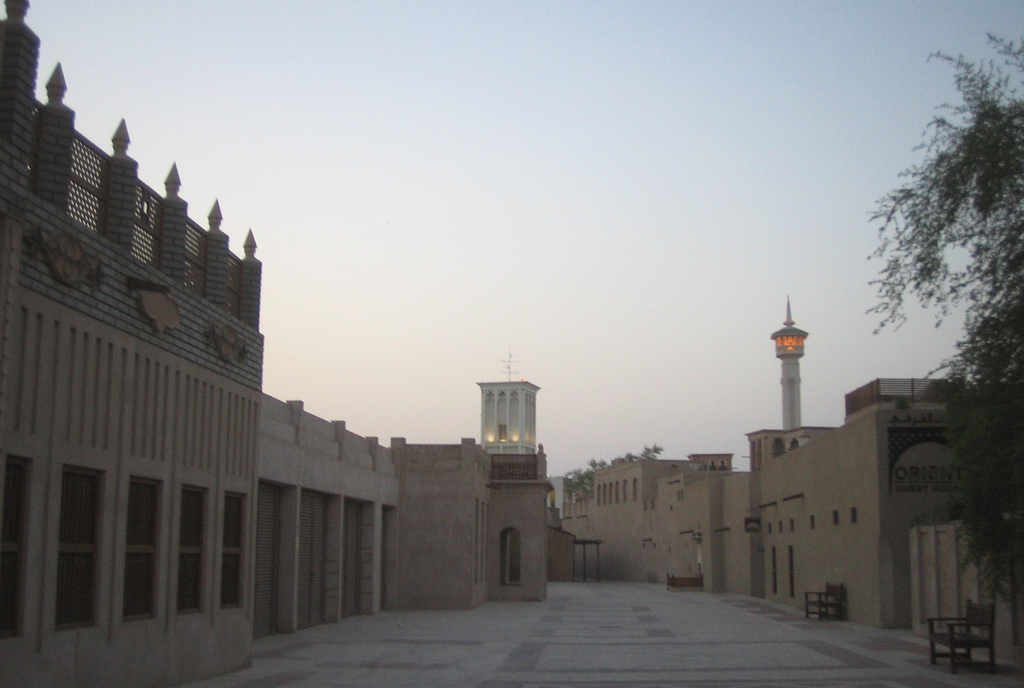
Häuser und enge Gassen in der Bastakiya.

Kamel vor der Bastakiya.

Al-Bastakiyya (arabisch البستكية, DMG al-Bastakīya) ist ein historischer, unter Denkmalschutz stehender Stadtteil in Dubai, Vereinigte Arabische Emirate (VAE), der am Dubai Creek liegt und aus engen Gassen und Windtürmen besteht. Das Viertel beherbergt außerdem das al-Fahidi-Fort, das älteste existierende Bauwerk Dubais.
Zusammen mit Schindagha ist die Bastakiya eine der ältesten Wohngegenden Dubais. Sie ist nach der Stadt Bastak im Iran benannt, aus der viele ihrer Einwohner stammen, welche größtenteils sunnitische Araber sind, die in früheren Zeiten in den Iran migriert waren. Um sich der Steuerpflicht und den Repressalien aufgrund ihrer sunnitischen Glaubensrichtung unter Naser ad-Din Schah zu entziehen, zogen sie wieder zurück in die arabischen Golfstaaten, vor allem Dubai, Schardscha, Bahrain und Kuwait.
Der Bau der Bastakiya geht zurück in die 1890er Jahre. In ihren Anfangsjahren konnte das Viertel 60 Häuser beherbergen, die durch enge, windige Gassen voneinander getrennt waren. Traditionell war die Bastakiya eine Hochburg wohlhabender Bewohner. Durch die Entdeckung von Öl im Emirat Dubai wandelte sich die demographische Struktur jedoch: viele reiche Familien zogen in andere Stadtteile und an ihrer Stelle kamen immer mehr ausländische Familien mit mittlerem Einkommen in die Bastakiya.
Die Bastakiya stand schon öfter vor dem Abriss. In den 1990er Jahren soll Prinz Charles bei einem Besuch erfahren haben, dass die Bastakiya abgerissen werden soll. Daraufhin habe er beim Scheich interveniert und ihn davon überzeugen können, das Viertel nicht abzureißen.
2005 begann die Stadtverwaltung Dubais ein Projekt zur Restaurierung der historischen Gebäude und Gassen.
Die Bastakiya hat sich inzwischen zu einem Künstler- und Kulturviertel entwickelt mit Galerien, Ausstellungen und Museen. Geplant ist, die Bastakiya mit detailgetreuen Nachbauten, einem weiteren Museum, einem eigenen Kulturzentrum, weiteren Galerien und Restaurants zu vergrößern.